# Orizzonte perduto (romanzo)
Orizzonte perduto (titolo orig. Lost Horizon) è un romanzo fantastico dello scrittore britannico James Hilton, uscito nel 1933. Ancor oggi è ricordato per essere all'origine del mitico Shangri-La, un utopico monastero situato sulle alte montagne del Tibet.
Ebbe un vasto successo popolare e utilizzò il genere del mondo perduto come base di partenza per filosofia popolare e critica sociale. Introducendo il nome di Shangri-La, il termine è divenuto per antonomasia l'idealizzazione del mondo edenico e paradisiaco.
Dal romanzo furono tratte tre trasposizioni cinematografiche: nel 1937 la prima e più celebre, diretta da Frank Capra; nel 1956 una versione in chiave musical, diretta da Sheldon Harnick; nel 1973 un altro film, diretto da Charles Jarrott.

## Edizioni italiane
- Orizzonte perduto, traduzione di Riccardo Picozzi, Collezione I Capolavori della Palma n.5, Milano, Arnoldo Mondadori Editore, dicembre 1937. - Collana Il girasole-Biblioteca Economica n.4, Mondadori, 1954; Collana I Libri del pavone n.216, Mondadori, 1960.
- Orizzonti perduti, traduzione di Tilde Arcelli [Riva], Collana Garzanti per tutti n.161, Milano, Garzanti, 1968. - col titolo Orizzonte perduto, Collana I garzanti n.470, Garzanti, 1973; Collana I garzanti romanzi, Garzanti, 1979; Collana I Grandi Scrittori, Milano, Corbaccio, 2022, ISBN 978-88-670-0976-3.
- Orizzonte perduto, traduzione di Simona Modica, Collana La memoria n.341, Palermo, Sellerio, 1995, ISBN 978-88-389-1154-5.